# Lonchoptera fallax
Lonchoptera fallax är en tvåvingeart som beskrevs av Meijere 1906. Lonchoptera fallax ingår i släktet Lonchoptera och familjen spjutvingeflugor. Arten är reproducerande i Sverige. Inga underarter finns listade i Catalogue of Life.